# Mănăstirea Hîncu
Mănăstirea Hîncu (Hâncu) este o mănăstire de călugărițe din Bursuc,  raionul Nisporeni, Republica Moldova. A fost fondată în 1678.

## Scurt istoric
În anul 1678 și-a început activitatea un nou locaș sfînt, purtînd numele ocrotitoarei Moldovei – Sfânta Cuvioasa Parascheva. Fondatorul mănăstirii este considerat a fi boierul moldovean, serdarul Mihalcea Hâncu. Inițial mănăstirea Hâncu, cu hramul Preacuvioasei Parascheva, a fost întemeiată ca schit de maici, avînd și un duhovnic.În urma invaziei tătare în Moldova,a fost incendiată și distrusă biserica și clădirile aferente prin aceasta fiind ruinat complet schitul. În urma acestor groaznice evenimente maicile au fost nevoite să părăsească schitul. În anul 1784 starețul mănăstirii Egumenul Varlaam al II-lea construiește cîteva chilii pentru călugări și o biserică din lemn cu hramul „Adormirea Maicii Domnul”. Cel mai destoinic stareț al mănăstirii este considerat a fi  ieroshimonahul Dorotei. Acesta a condus mănăstirea de la 8 iunie 1832 pînă în anul 1843.
După aproape 200 de ani de existență pașnică a început prigoana asupra obștii monahale. În aprilie 1944 o parte din călugării mănăstirii Hâncu au fost evacuați în mănăstirea Balaciu jud. Ialomița, dar cea mai mare parte din ei au fost arestați și duși în sudul României la închisoarea din orașul Brăila. O dată cu aceasta, peste Prut , în anul 1944  a fost dusă și averea mănăstirii.În luna septembrie a anului 1949 Mănăstirea Hâncu a fost închisă.
În perioada anilor ’60 – ’80 ai sec. XX pe teritoriul complexului monastic Hâncu Ministerul Sănătății al RSS Moldovenești a construit Sanatoriul de boli pulmonare “Codrii”. În acest timp, Biserica de vară a fost transformată în club de distracții pentru studenți, iar biserica de iarnă – în depozit, au fost dezgropate mormintele călugărilor înmormîntați pe teritoriul mănăstirii, au fost furate lucruri de preț - în deosebi toate crucile preoților.
În anul 1992, după o perioadă de 43 de ani în care a fost închisă, Mănăstirea Hâncu își reîncepe activitatea. La 10 septembrie 1992 s-a reînființat obștea monahală a Mănăstirii Hâncu. Duhovnic al Mănăstirii Hâncu a fost numit ieromonahul Petru (Musteață) actualmente fiind în sanul de Episcop.
La 25 august 1992, cu binecuvântarea IPS Vladimir, Mitropolit al Chișinăului și întregii Moldove tânăra Zinaida Cazacu depune jurămăntul monahal primind numele Parascheva în cinstea Sfintei Cuvioase Parascheva. Astfel ea devine prima călugăriță Mănăstirii Hîncu după redeschiderea complexului monahal. Pe 27 octombrie 1993, la hramul mănăstirii maica Parascheva, prin decret mitropolitan, este numită stareță a mănăstirii cu titlul de egumenă.

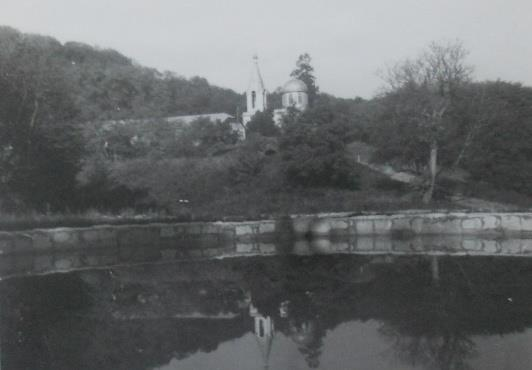
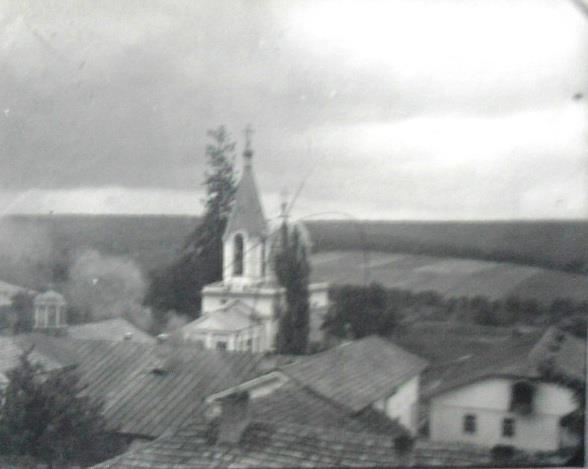
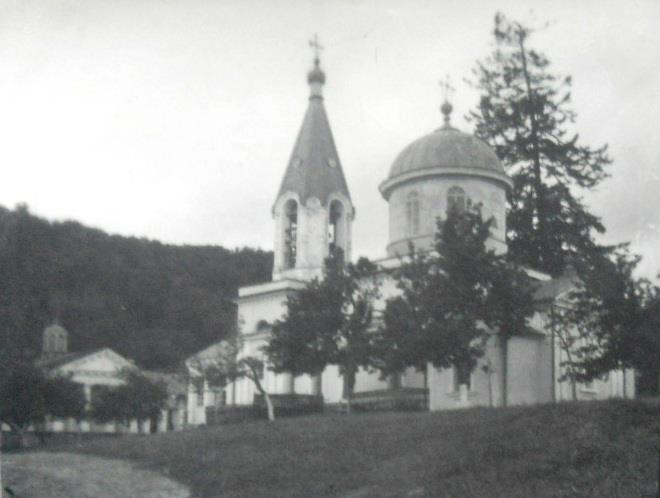
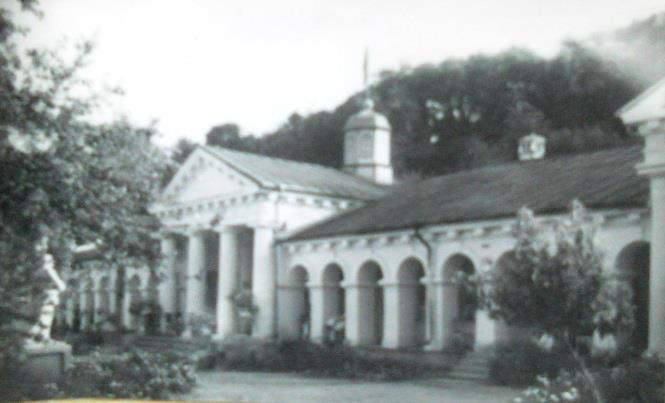
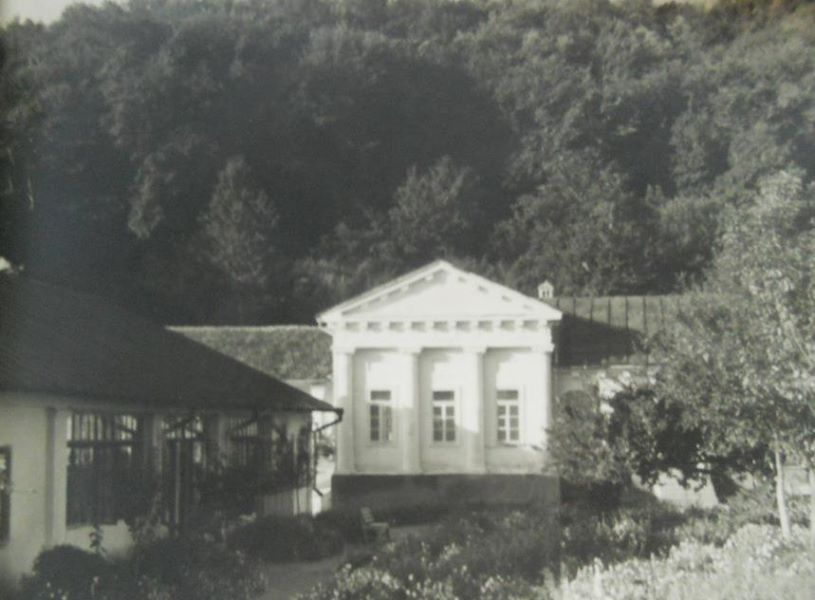
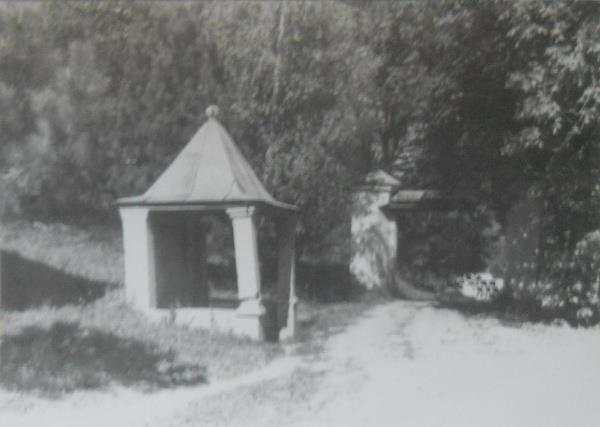

Imagini de epocă

## Între legendă și realitate
Sărdarul Mihalcea Hâncu s-a remarcat în răscoala contra despotului Gheorghe Duca, dar și prin întemeierea mănăstirii care acum îi poartă numele.
La poalele codrilor falnici, într-un loc liniștit și pitoresc, prin binecuvîntarea Bunului Dumnezeu, în a doua jumătate a secolului XVII, printr-un dangăt de clopot, iși începea, activitatea Mănăstirea lui Hâncu cu hramul Cuvioasei Parascheva – Ocrotitoarei Moldovei. La data de 9 decembrie 1678 Mihalcea Hâncu, printr-un act de danie, a consemnat documentar întemeierea mănăstirii.
Multe legende circulă prin ținuturile Lăpușnei referitor la înființarea mănăstirii. Datele interesante ce le putem găsi în arhive ne relatează drumul, de cele mai multe ori zbuciumat, prin care i s-a dat să treacă obștii monahale a acestui Locaș Sfînt prin Istoria națiunii române. Însă mult mai multe întrebări iși caută și acum răspunsul.
Pe parcursul secolelor Mănăstirea Hâncu a avut mult de suferit. În anul 1992, prin străduința episcopului Petru Musteață și egumenei Parascheva Cazacu, mănăstirea a fost redeschisă, sub jurisdicția Patriarhiei Moscovei.

## Începuturile conviețuirii

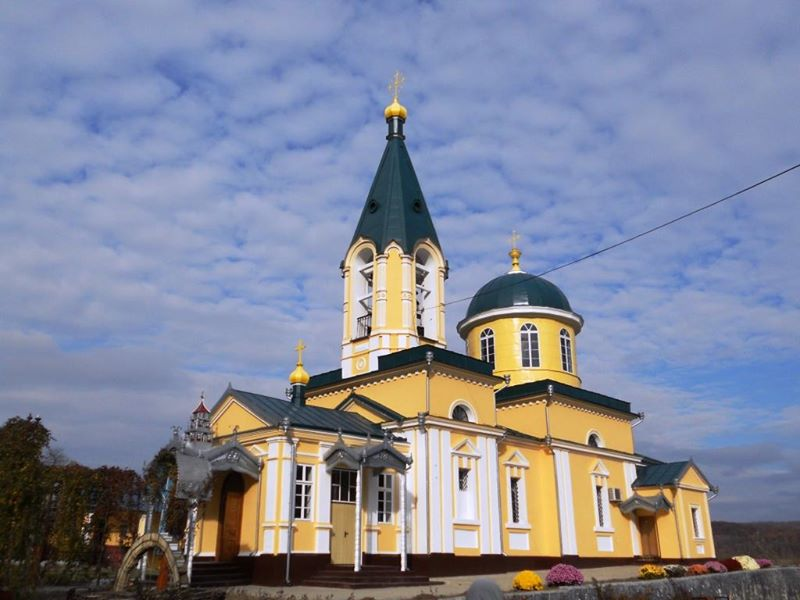
Biserica de vară

După aproape 40 de ani de la întemeierea acestui așezămănt monahal, în anul 1715 domnitorul Nicolae Mavrocordat a închinat acest schit Patriarhiei din Alexandria, însă peste un an următorul domn al Moldovei - Mihail Racoviță, anulează această hotărîre.
Mai apoi, în urma invaziilor în Moldova, tătarii au incendiat și au distrus biserica și clădirile aferente și au ruinat complet schitul. În urma acestor groaznice evenimente, maicile au fost nevoite să părăsească schitul.
La sfârșitul anilor 60 ai secolului XVIII nepotul lui Mihalcea – Lupul Hâncu, care pe timpul domniei lui Mihai Racoviță devenise unul din cei mai avuți boieri ai Moldovei, îl roagă pe ieromonahul Varlaam de la mănăstirea de călugări din Varzărești, să revigoreze viața monahală la schitul de pe proprietatea sa. Astfel, din 1757, documentele de arhivă ne atestă prezența în schit a mai multor viețuitori.
Între anii 1870-1872 ieromonahul  Varlaam împreună cu cîțiva monahi împodobesc împrejurimile schitului cu grădini și livezi, repară chiliile și schitul, iar cu sprijinul și aportul financiar al boierului Lupu Hâncu, aceștia mai construiesc încă o biserică.
Din păcate, din această perioadă a existenței Mănăstirii, sînt cunoscute, pînă acum, doar, foarte puține date. Sperăm ca pe parcurs, cu ajutorul cercetătorilor de la Arhivele Statului, să putem prezenta un tablou elocvent al acestei perioade.

## Perioada a doua - Manastirea de monahi

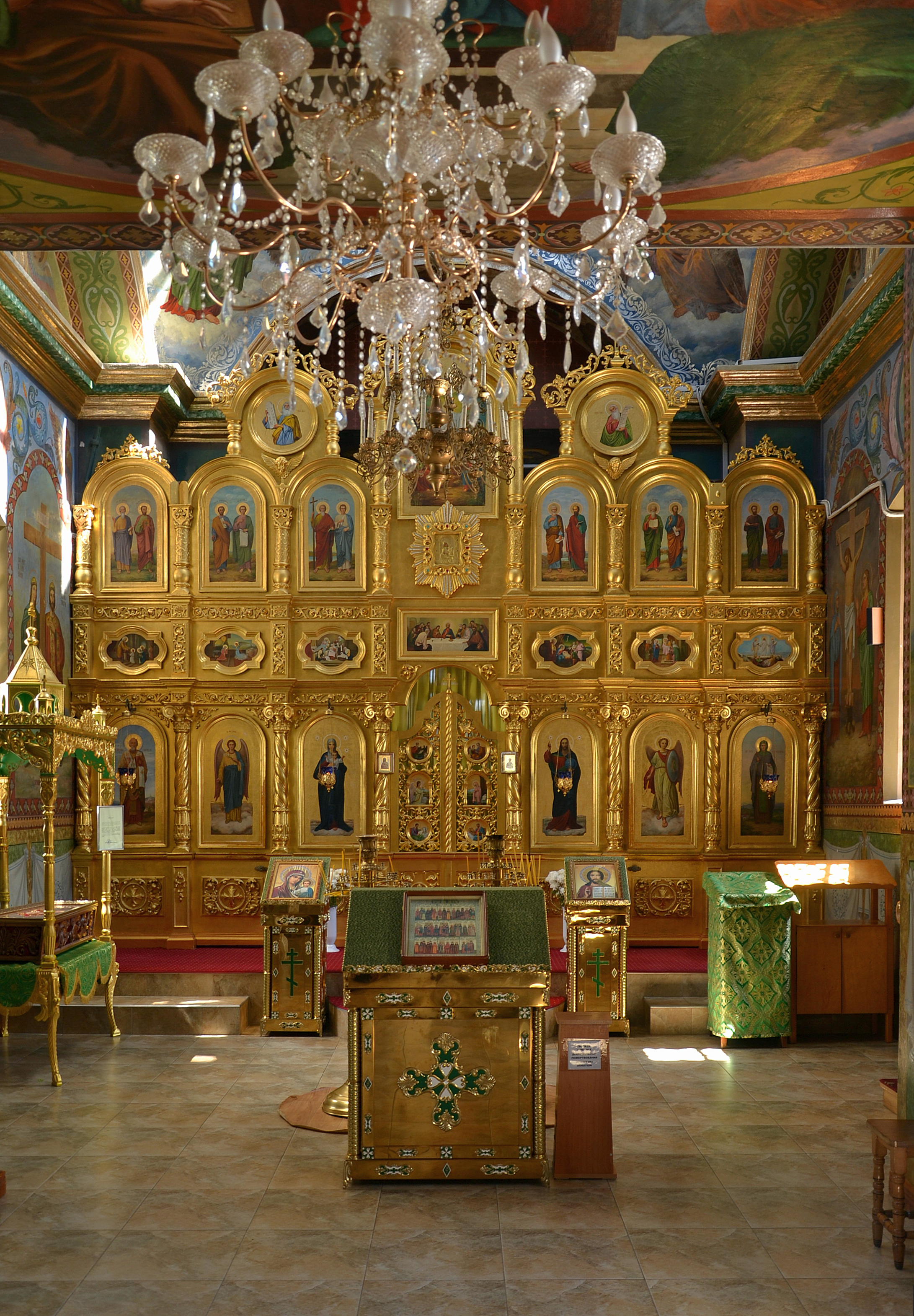
Iconostasul

În anul 1784 starețul mănăstirii Egumenul Varlaam al II-lea construiește cîteva chilii pentru călugări și o biserică din lemn cu hramul „Adormirea Maicii Domnul”.
Între anii 1792-1802 funcția de stareț este preluată de ieromonahul Sava care era originar din Bulgaria. Deoarece s-a mărit numărul călugărilor, în acest timp, s-au mai construit încă niște chilii.
În anul 1802 stareț a fost ales egumenul moldovean - Iezechil. El a reconstruit biserica de iarnă, care era încă din lemn, și a schimbat catapeteasma din biserica de vară.
Este necesar de a sublinia faptul, că pînă în anul 1808 în posesia schitului se afla toată averea moștenită de la familia Hâncu. În perioada cînd obștea monahală era condusă de starețul Iezechil se remarcă primul incident mai grav, de după năvălirea tătarilor, care a fost provocat de căpitanul Ștefan Catarjiu. Acesta a intrat mișelește pe moșia mănăstirii însușindu-și un lot insemnat de pămînt. Cu altă ocazie el a spus călugărilor, că nu va restitui acest pămînt, pe care-l ocupase, într-același timp continuînd să taie pădurea în propriul folos. Din acestă cauză, la 8 septembrie 1804, călugării înaintează către Divan prima plîngere privind însușirea abuzivă a pămîntului obștii,  care a fost soluționată, la început, în favoarea mănăstirii. Deși au avut cîștig de cauză, de aici, totuși, începe un lung șir de procese ce vizează pămîntul mănăstirii Hâncu.
Un eveniment de cotitură în istoria Mănăstirii Hâncu este legat de  anul 1816 cînd, din cauza creșterii numărului de viețuitori, prin hotărîrea Mitropolitului Chișinăului și al Hotinului Gavriil Bănulescu-Bodoni, Schitul Hâncu devine Mănăstire.
În anul 1816 -1819 stareț al mănăstirii este ales un moldovean de origine și anume egumenul Antonie.
În anul 1817 toți călugării din mănăstirea Hâncu erau moldoveni. Din 1819, în mănăstire se remarcă prezența a trei monahi ruși refugiați de pe timpul împărătesei Ecaterina II-a.
În acei ani, după datele de arhivă, gospodăria mănăstirii era constituită din: 768 oi, 40 berbeci, 20 berbecuți, 242 mieluți mici, 22 boi, 39 vaci, 6 cai, 33 țapi.
În anul 1819 este ales un stareț de origine rusă – Egumenul Sinisie. Sub conducerea sa Mănăstirea Hâncu devine prima așezare monahală din Basarabia unde s-a introdus oficial viața de obște.
Mai apoi, în 1821 Mitropolitul Gavriil îl numește pe arhimandritul Sinisie supraveghetor asupra mănăstirilor și schiturilor, cu sarcina să introducă în toate mănăstirile „viața de obște”. Ulterior el devine eclisiarhul Mitropoliei din Chișinău.
În anul 1821 stareț al mănăstirii Hâncu este numit ieromonahul Arsenie. Ieromonahul Arsenie, moldovean de origine, născut într-o familie de preot, a absolvit seminarul din Cernăuți cunoscînd limbile rusă, germană, română și poloneză. Pe parcursul stăreției acesta ocupă funția de protopop al mănăstirilor din Basarabia.
Din 1827 pînă 1830 stareț al mănăstirii Hâncu este numit Egumenul Silvestru. El a fost rus de origine, dar se spune că, știa bine și limba “moldovenească” .

## Stareții Mănăstirii

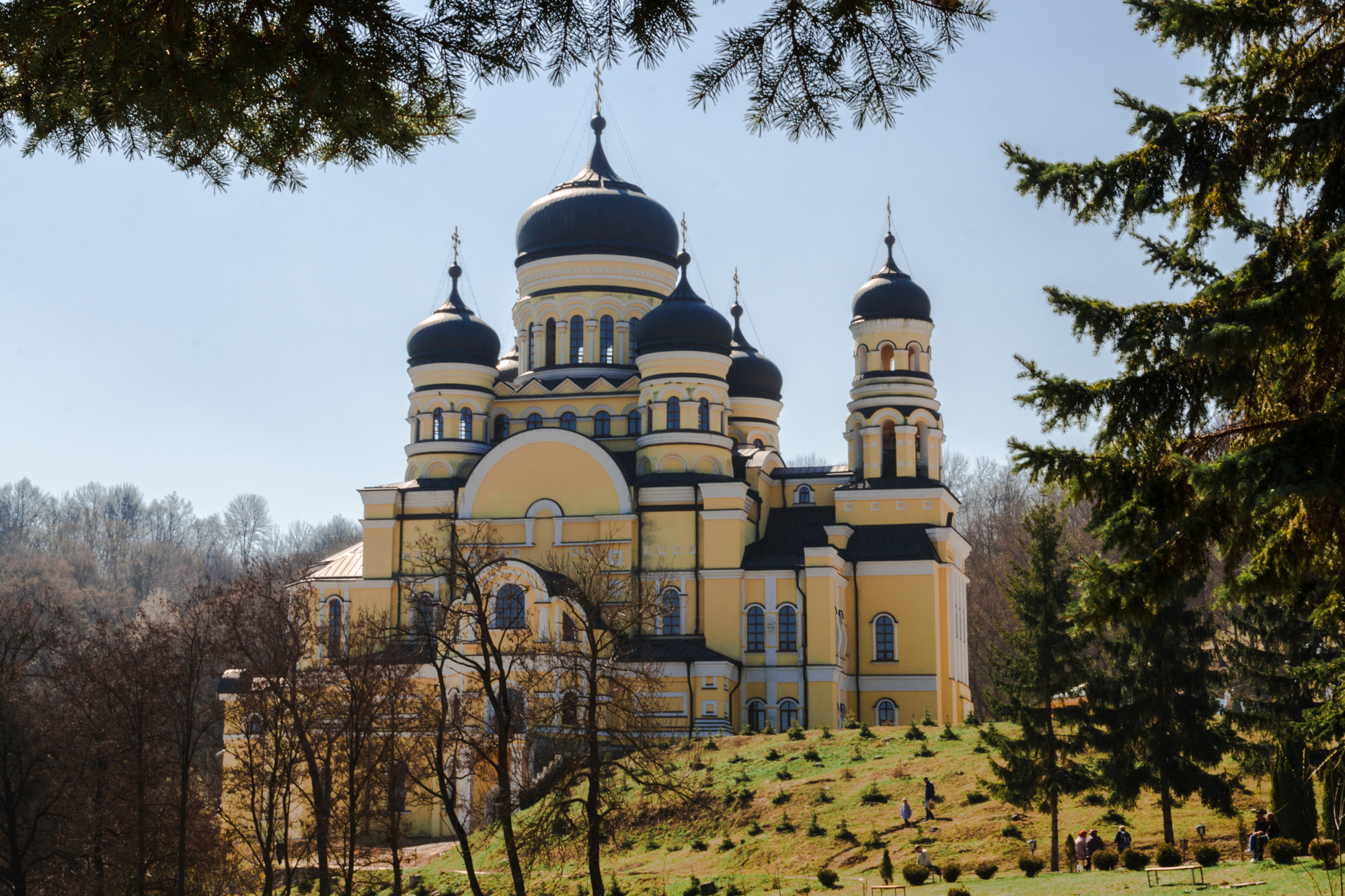
Biserica (nouă) de iarnă

Cel mai de seamă stareț al mănăstirii este considerat a fi  ieroshimonahul Dorotei. Acesta a condus mănăstirea de la 8 iunie 1832 pînă în anul 1843.
Pe lîngă faptul, că starețul Dorotei este considerat cel mai de seamă conducător și Egumen al Mănăstirii Hâncu, el a fost și unul dintre cei mai activi slujitori ai bisericii ortodoxe în Basarabia, în timpul păstoririi Arhiepiscopului Chișinăului și a Hotinului Dimitrie (Sulima). Între anii 1832-1840 fiind de asemenea, protopop al mănăstirilor din Moldova, el alcătuiește niște “instrucțiuni” privind buna rînduială călugărească, în conținutul lor fiind prezente drepturile și obligațiiile: starețului, soborului, duhovnicului, eclesiarhului, iconomului și ale altor funcții de administrație în mănăstire.
Continuîndu-și opera creatoare, ieroschimonahul Dorotei a construit pe locul bisericii din lemn, cu hramul „Adormirea Maicii Domnului”,în anul 1784, o altă biserică, din piatră deja, destinată pentru oficierea serviciului divin în timpul iernii. Lucrările de construcție au continuat din 12 noiembrie 1838 pînă pe 25 august 1841 cînd a fost sfințită biserica.
Pe teritoriul mănăstirii, lîngă biserică a fost construită o clădire, acoperită cu șindrilă, ce includea 12 chilii pentru frați, cu trei pridvoare. Mănăstirea mai avea șase case separate, cu cîte patru chilii fiecare. Acolo se mai afla și o trapeză cu o brutărie, acoperită cu șindrilă, separată de celelalte construcții. Pe lîngă mănăstire se aflau hambare, distilerie, ateliere de tîmplărie, fierărie, etc. În jurul mănăstirii se mai aflau cinci fîntîni arteziene, unde apa curgea prin niște țevi subterane, făcute din lut ars, cu lungimea de 300 stânjeni. Aria construcțiilor se lărgea simțitor deoarece și numărul celor care veneau la ascultare în Mănăstirea Hâncu, creștea zi de zi. În această perioadă Mănăstirea Hâncu devine una din cele mai mari și vestite mănăstiri din Moldova.
Alți stareți din sec. XIX

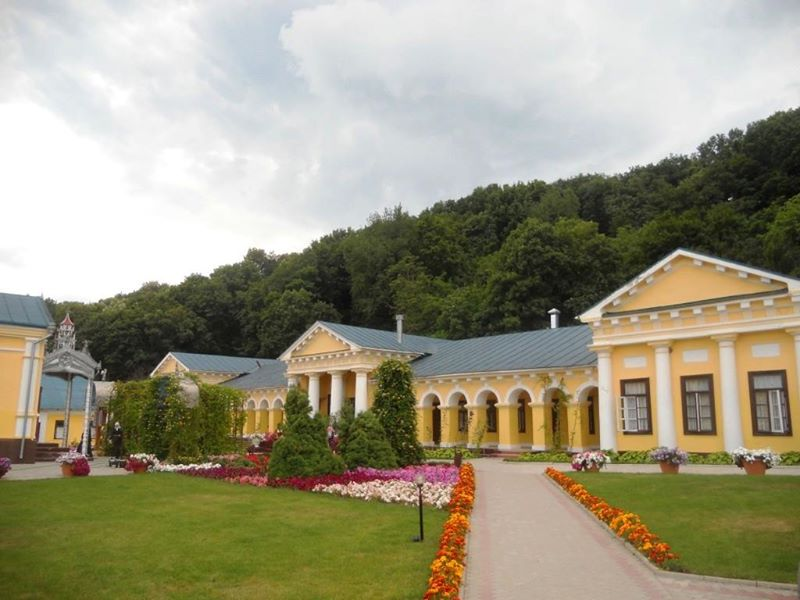
Anexă

La 23 aprilie 1843 stareț al mănăstirii devine egumenul Inochentie, care, pînă în 1848, ocupă totodată funcția de protopop al mănăstirilor din Moldova. Pentru lărgirea gospodăriei mănăstirirești el a cumpărat în comuna Iurceni 6 desetine de vie.
Pe timpul starețului Inochentie, în mănăstire își duceau traiul 20 monahi și 20 ascultători (anul 1847).
La 13 noiembrie 1848 stareț al Mănăstirii Hâncu este numit egumenul moldovean Nectarie care a condus mănăstirea pînă în 1851. În această perioadă crește și mai mult numărul călugărilor ajungînd la 38 de viețuitori: un egumen, 5 ieromonahi, 1 ierodiacon, 13 monahi și 19 ascultători.
În perioada de conducere a starețului Nectarie, în anul 1849 un țăran răzeș pe nume Niță, care trăia în preajma mănăstirii a dăruit călugărilor o livadă.
La 12 martie 1851 este numit stareț al mănăstirii, egumenul Isidor, iar la 7 iulie al aceluiaș an, acesta este înaintat în funcția de protopop al mănăstirilor și schiturilor din preajma mun. Chișinău. În anul 1831 Egumenul Isidor a absolvit Seminarul din Chișinău. El este primul stareț al mănăstirii, cu studii teologice. În timpul lui, în anul 1851, în urma revizuirii bunurilor materiale, mănăstirea mai poseda în or. Chișinău o casă din piatră, cu 6 camere, pe str. Haralampie nr. 128, o bucătărie, și un beci.
Pe 28 noiembrie 1856, stareț al Mănăstirii Hâncu este numit ieromonahul moldovean Venedict (Olaru). Înainte de a veni la cîrma mănăstirii, în anul 1851, el  de asemenea a absolvit Seminarul Teologic din Chișinău. În timpul stăreției lui mănăstirea număra în total 76 de viețuitori. Din gospodăria mănăstirii în anul acela făceau parte 60 de capete de vite cornute și 400 oi, o grădină de zarzavat, două pogoane de viță de vie, cu 3200 butași, venitul anual estimîndu-se la 1100 ruble de argint. În anul 1868, Ștefan Toma și Ioan Radu au dăruit mănăstirii o livadă, iar în 1870, Ioan Cursov împreună cu poetul Ioan Sîrbu i-au mai dăruit încă o livadă.

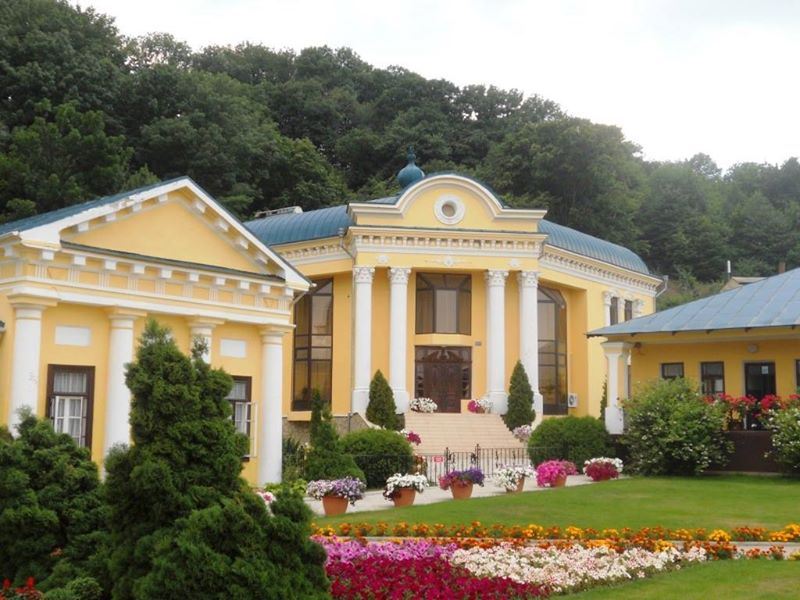
Anexă

Între anii 1870-1873, starețul mănăstirii a fost egumenul Ghedeon (Ștefîrță).
Între anii 1873-1876 starețul mănăstirii este numit un ucrainean –  arhimandritul Irineu.
În anul 1879 stareț al mănăstirii devine egumenul Gherasie, care a făcut studii la Seminarul Teologic din Chișinău. El este amintit în documente ca o personalitate severă și exigentă. În această perioadă, un mare proprietar, Alexandru Russo, dăruiește mănăstirii 65 desetine de pămînt, iar ieromonahul Paisie care, în lume, era dintr-o familie înstărită, a cumpărat pentru mănăstire 45 desetine de pămînt și trei clopote: unul mai mare – de 20 puduri și două  mai mici de 5 și respectiv 3 puduri.
În anul 1884 pe lîngă Mănăstirea Hâncu a fost creat un orfelinat și o școală pentru copii.
În anii 1882-1904 toate mănăstirile afară de Hîrjăucă și Curchi erau administrate de doi protopopi de mănăstiri.
Alt stareț, de origine rus, al mănăstirii a fost ieromonahul Anatolie. El s-a aflat la conducerea mănăstirii de la 11 septembrie 1894 pînă în 1896.
De la 16 august 1896 pînă la 12 februarie 1903 stareț al mănăstirii a fost arhimandritul Leonid (Friptu). Originar din Moldova, a absolvit Seminarul Teologic din or. Chișinău, fiind o personalitate severă și responsabilă.

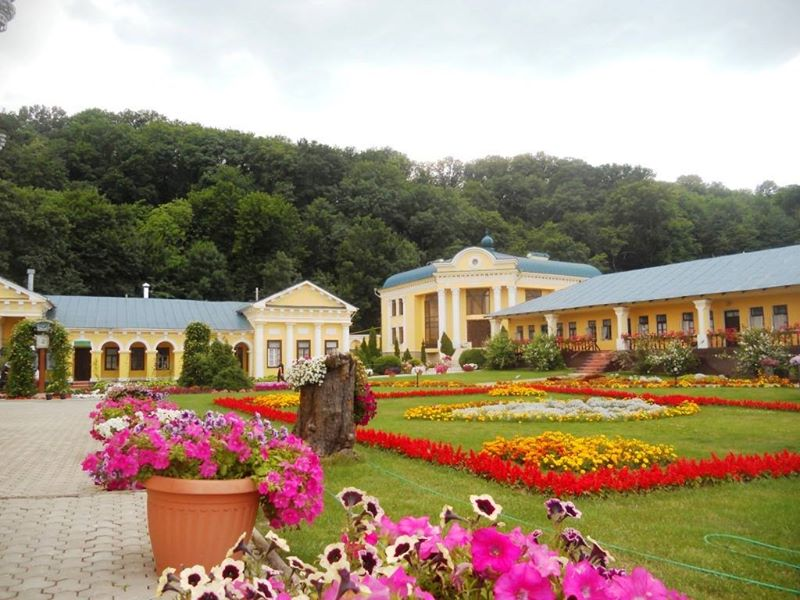
Curtea interioară

La începutul sec XX la cîrma Mănăstirii Hâncu s-a aflat ieromonahul moldovean Erax. El a susținut și a continuat cu  fidelitate principiile expuse de ieroshimonahul Dorotei care a alcătuit “Regulamentul” mănăstirii. La 12 februarie 1903, prin ordinul Dicasteriei, el este numit stareț al Mănăstirii Hâncu, fiind decorat cu medalia “ Împăratul Alexandru” clasa III.
La începutul sec XX în clopotnița bisericii de vară cu hramul “Sfînta Cuvioasa Parascheva” s-au instalat 10 clopote: cel mai mare avea 120 puduri și respectiv: 64 puduri; 20 puduri; 8 puduri; 5 puduri; 5,30 puduri; 1,15 puduri și un clopot de 8,23 puduri. De asemenea, Ieromonahul Erax a zidit un arhondaric pentru oaspeți.
Începînd cu 6 aprilie 1905 la conducerea mănăstirii a ajuns egumenul Ioachim. La 21 mai 1906 acesta este ridicat la treapta de arhimandrit și decorat cu ordinul “Împăratul Alexandru” clasa III. El a condus mănăstirea timp de 13 ani.
Între anii 1906-1911, mănăstirea Hâncu este vestită, datorită ieromonahului Sava, care tămăduia sufletele multor creștini, și despre care se spune: "cu mare dăruire propăvăduia credincioșilor adevărata credință creștină".
La anul 1918 aici se nevoiau: starețul arhimandritul Ioachim Ionașu, 8 ieromonahi, 5 ierodiaconi, 23 monahi și 37 frați. La acea dată mănăstirea dispunea de 632 desetine de pămînt.
Din anul 1918 stareț al Mănăstirii Hâncu era Arhimandritul Mitofan (Dometian Hodorogea). El a condus obștea monahală pînă în anul 1939. În anul 1923 mănăstirea număra în slujbă 85 persoane.

## Perioada prigoanei
În aprilie 1944 o parte din călugării mănăstirii Hâncu au fost evacuați în mănăstirea Balaciu jud. Ialomița, dar cea mai mare parte din ei au fost arestați și duși în sudul României la închisoarea din orașul Brăila. Multe le-a fost sortit călugărilor din sfînta mănăstire să îndure, fapt dovedit documentar. O dată cu prigoana călugărilor, în acelaș timp, peste Prut , în anul 1944  a fost dusă și averea mănăstirii.
Starețul Protos. Ioachent, care a condus mănăstirea pînă în anul 1944, fiind refugiat în România nu s-a mai întors în acest Sfînt Locaș.
Din vara anului 1944 la conducerea Mănăstirii este numit protosinghelul Pavel (Fructu).
În anul 1946 stareț este numit ieromonahul Nicodim (Chicu).

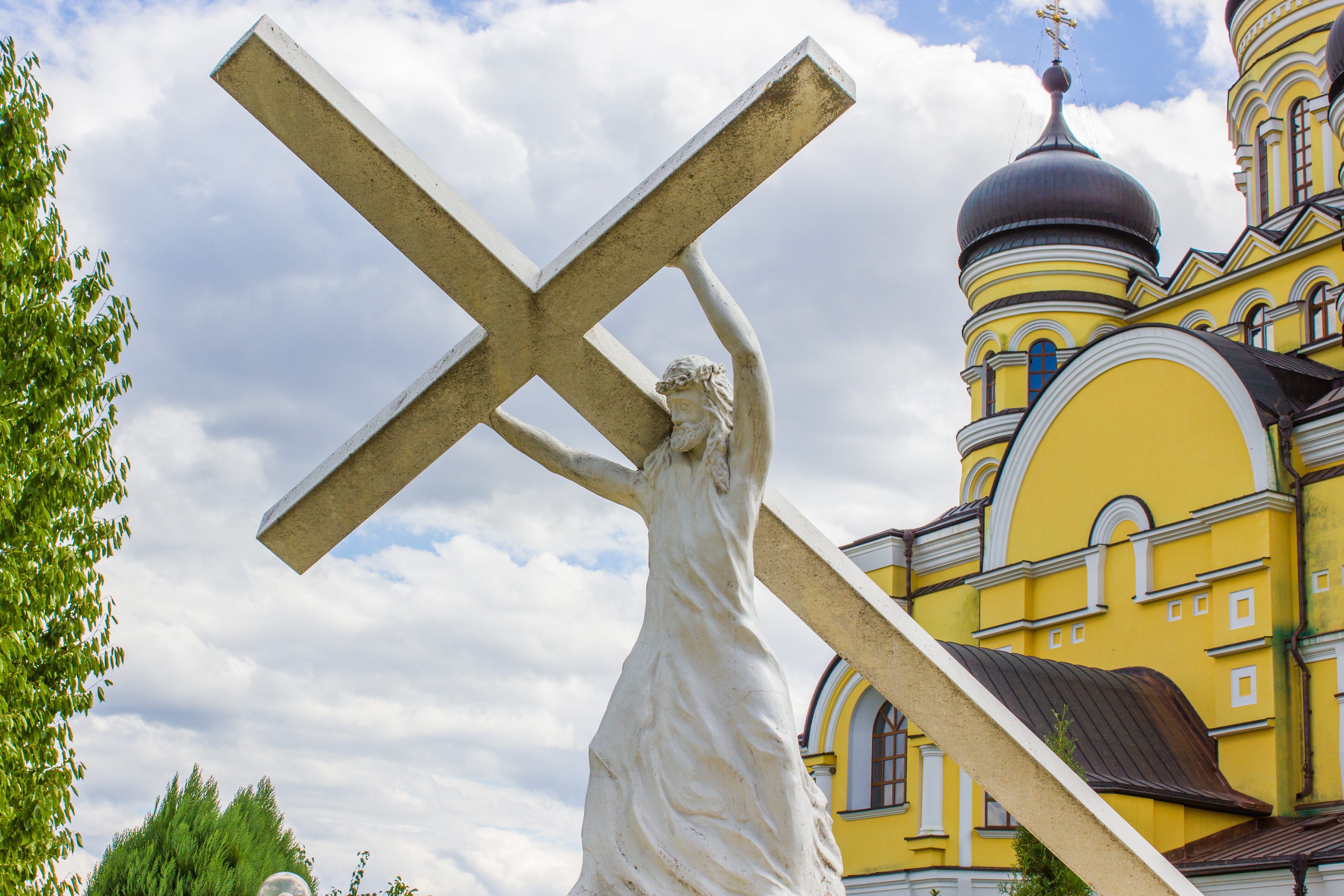
Răstignire

După ocuparea Basarabiei de către trupele sovietice, în conformitate cu hotărîrea Comitetului Executiv județean nr. 119 din 12.03.1946, conform actului de transmitere din 08.03.1946, între mănăstire și sanatoriul de tuberculoză “Vorniceni”, s-a decis:
“De a transmite sanatoriului 1 ha – pămînt arabil; 20 ha livadă; vie – 4,5 ha; grădină – 1,5 ha; imaș – 30 ha; total – 59,2 ha.
Din ordinul nr. 1, cu aprobarea mănăstirii se transmite țăranilor din s. Ciuciuleni pămînt arabil 50 ha; vie – 5 ha; livadă – 15 ha.
Cu consimțămîntul mănăstirii se transmite întreprinderii cooperatiste “Timoșenco” din s. Ciuciuleni 9 ha pămînt arabil și 5 ha vie.”
Între anii 1945-1947 mănăstirea transmite organizațiilor de stat peste 70 ha de pămînt ca fiind “inutile”.
Pînă în anul 1946 pe teritoriul mănăstirii Hâncu se afla căminul lucrătorilor gospodăriei auxiliare a sanatoriului de tuberculoză din Vorniceni.
În conformitate cu Hotărîrea Consiliului de Miniștri a IPCC din 29.10.1946 nr.1130-463c. obligă Ministerul Sănătății, ca din  data de 14.11.1946, să sisteze funcționarea căminului lucrătorilor gospodăriei auxiliare a sanatoriului pe teritoriul Mănăstirii Hâncu. În acelaș an ordinul a și fost executat. În anul 1947 pe teritoriul Mănăstirii Hâncu nu funcționa nici o întreprindere de stat.
În anul 1947 la conducerea mănăstirii este ales ieromonahul Feognostopul.
În anul 1949 stareț al mănăstirii devine ieromonahul Feofil (Lonță).  În această perioadă condițiile de trai s-au ameliorat.
În perioada anilor ‘50, toate Mănăstirile Moldovei în afară de mănăstirea Japca au fost închise. Iar în luna septembrie a anului 1949 a fost închisă și Mănăstirea Hâncu.
În perioada anilor ’60 – ’80 ai sec. XX pe teritoriul complexului monastic Hâncu, Ministerul Sănătății al RSS Moldovenești a construit Sanatoriul “Codrii”, pentru tratarea bolilor pulmonare. Iar prin dispoziția Consiliului de Miniștri  nr. 162(a) din 14.06.1978, edificiile și gospodăria auxiliară a sanatoriului este transmisă Universității de Stat de Medicină din or. Chișinău, utilizate în calitate de complex de odihnă pentru studenții și colaboratorii universității.
De asemenea, a fost înființat un complex de producere și cultivare a plantelor medicinale, aici fiind cultivate, pentru studiu, peste 200 de specii de plante. Totodată, din cauza activităților distructive inițiate de instituțiile ce au administrat acest spațiu, complexului monahal i-a fost adus un prejudiciu imens: biserica de vară a fost transformată în club de distracții pentru studenți, iar biserica de iarnă – în depozit. În acelaș timp au fost dezgropate mormintele călugărilor înmormîntați pe teritoriul mănăstirii, au fost furate lucruri de preț - în deosebi toate crucile preoților.
Între anii 1985 – 1986 în cadrul complexului monastic au fost construite: o cantină, 5 vile pentru care s-au cheltuit 230000 ruble, s-a mai inițiat construcția drumurilor de acces la mănăstire, construcția unor bazine și a conductei de apă.

## Renașterea vieții monahale

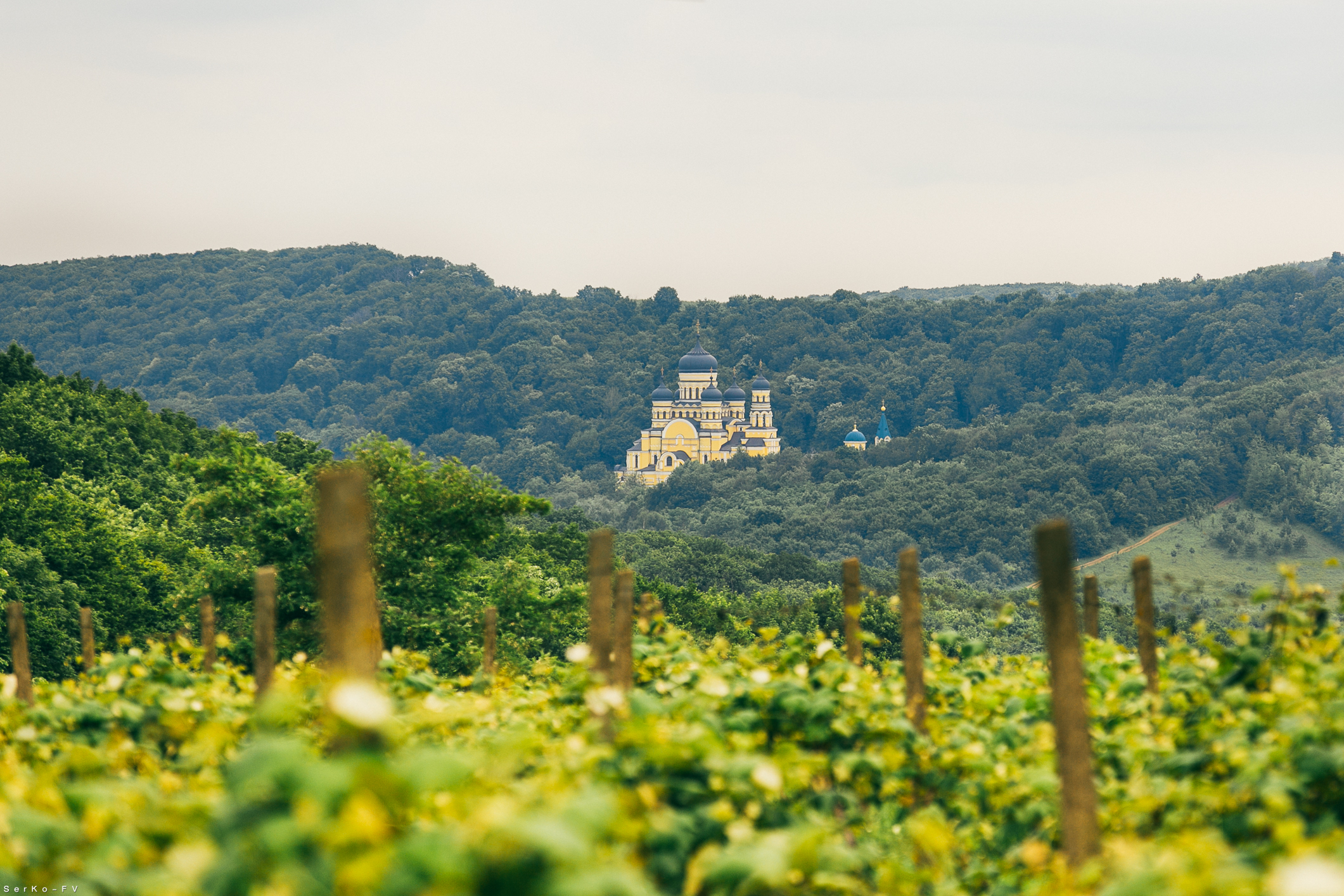
Vedere panoramică de pe traseul E581.

Din mila lui Dumnezeu, în anul 1992, după o perioadă de 43 de ani în care a fost închisă, Mănăstirea Hâncu își reîncepe activitatea.
Prin dispozițiile Guvernului Republicii Moldova nr. 34(d) din 17.02.92 și 133(d) din 25.05.92 pămîntul complexului mănăstiresc trece în posesia comunității monahale creștin–ortodoxe cu excepția lotului pentru cultivarea plantelor medicinale și a edificiilor construite de U.S.M. “N. Testemițeanu” din or. Chișinău.  Însă mai apoi, Guvernul Republicii Moldova prin hotărîrea nr.721 din 19.11.93 transmite mănăstirii Hâncu și cele 49,25 ha de pămînt restante, din uzul funciar al universității.
La 10 septembrie 1992 Clopotul Credinței i-a adunat pe adevărații creștini, care au format obștea monahală a Mănăstirii Hâncu.
Prin binecuvîntarea Înalt Prea Sfințitului Vladimir, Mitropolit al Chișinăului și al întregii Moldove, duhovnic al Mănăstirii Hâncu a fost numit ieromonahul Petru (Musteață), originar din satul Lupa - Rece, județul Chișinău, care a fost hirotonit ulterior în cinul de arhimandrit.
Mănăstirea și chiliile au fost găsite de Arhimandritul Petru în paragină și în ruini. Avînd Harul Duhului Sfînt și dragoste nemărginită față de El, Bunul Dumnezeu a trimis aici primele viețuitoare ale obștii, care au primit aici votul monahal: al ascultării, sărăciei și al castității.
Toamna anului 1992 va rămîne pentru totdeauna în inimile multor creștini, deoarece odată cu căderea frunzelor, așezarea covorului multicolor pe pămîntul Său, Dumnezeu povățuiește pașii spre Casa Sa.
Credința adevărată și cugetul luminat de puterea Tatălui Ceresc îl fac pe arhimandritul Petru să ridice crucea sa, deosebit de grea. În primăvara anului 1993 începe reparația bisericii de iarnă cu hramul “Adormirea Maicii Domnului”, finisată în luna septembrie a aceluiași an. Tot atunci au fost reparate cele 2 clădiri vechi.
La 25 august 1992, în prezența Înalt Prea Sfințitului Vladimir, Mitropolit al Chișinăului și întregii Moldove tînăra Zinaida Cazacu depune jurămăntul monahal primind numele Parascheva în cinstea Sfintei Cuvioase Parascheva. Astfel ea devine prima călugăriță a Mănăstirii Hâncu după redeschiderea complexului monahal. Pe 27 octombrie 1993, la hramul mănăstirii, maica Parascheva, prin decret mitropolitan, este numită stareță a mănăstirii cu titlul de egumenă .

## Galerie de imagini

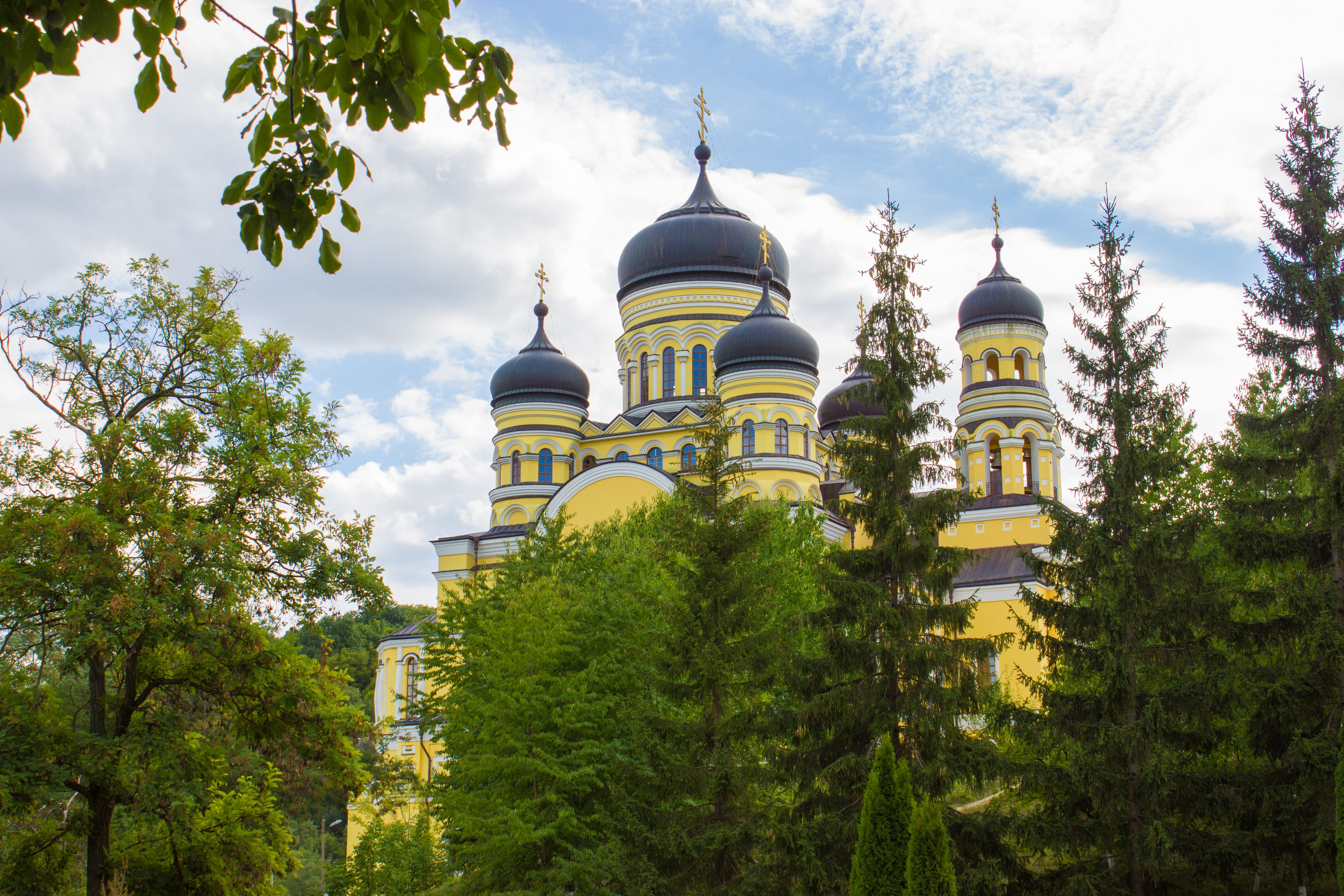
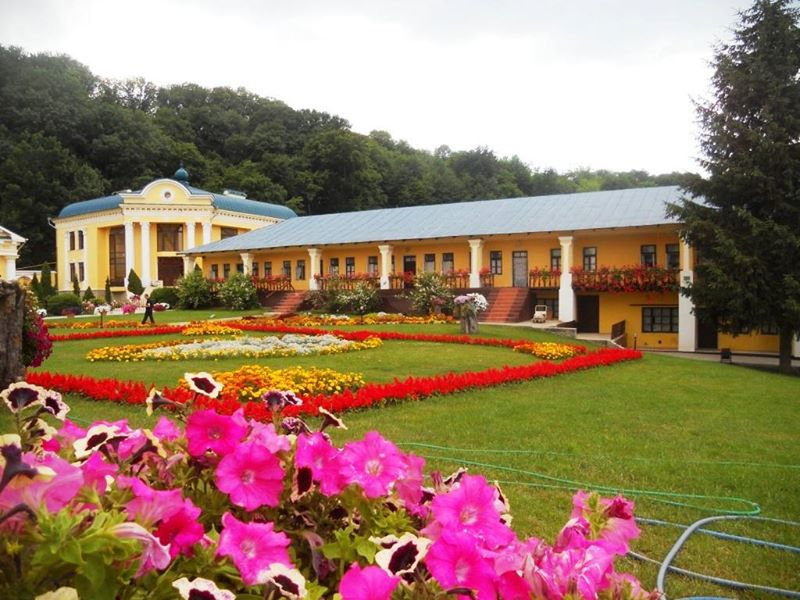
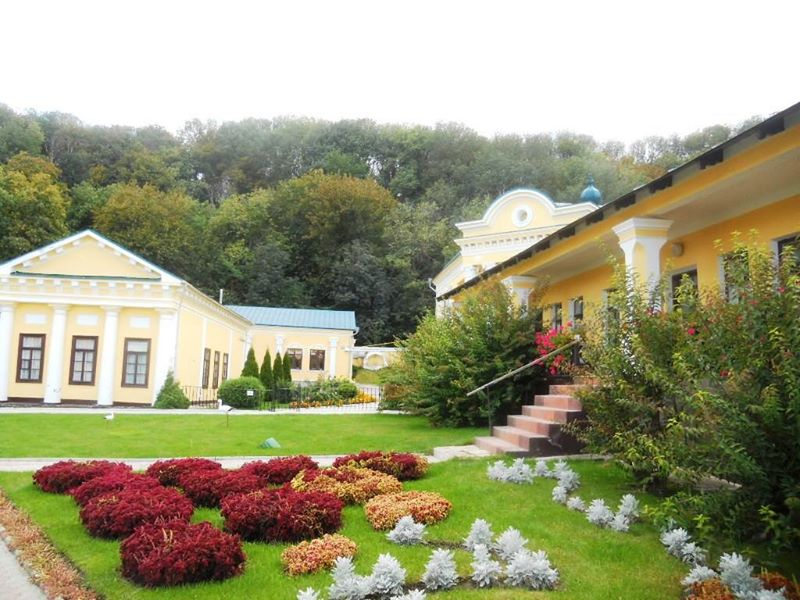
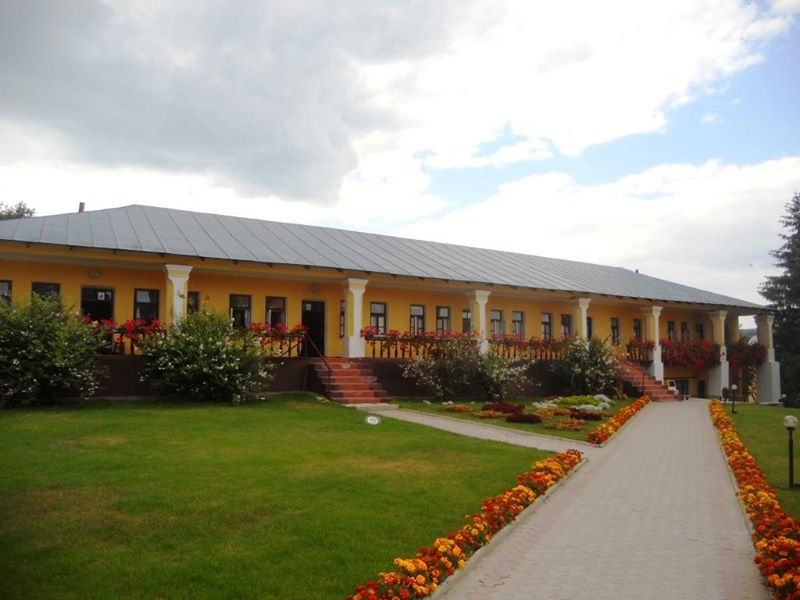
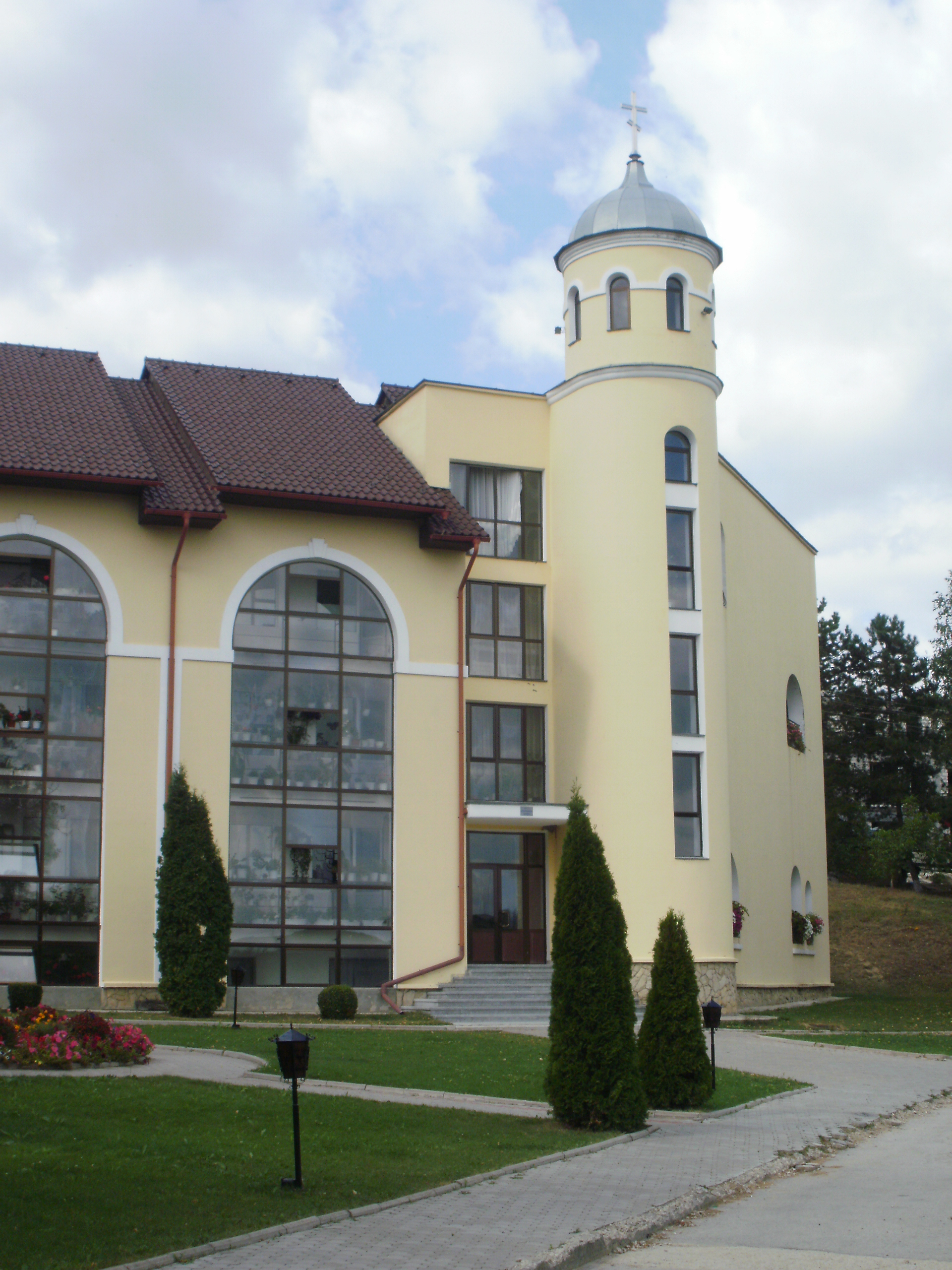
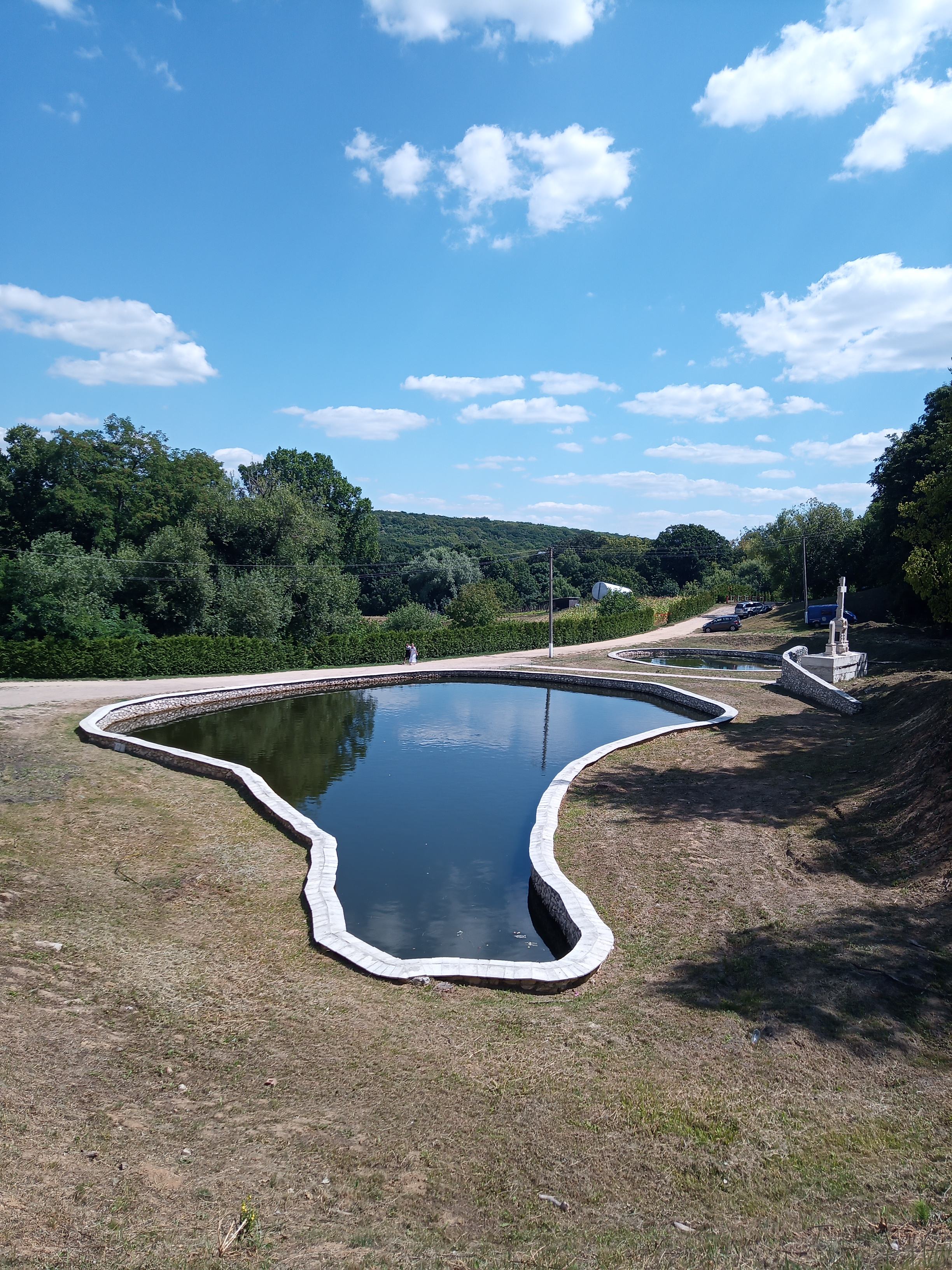
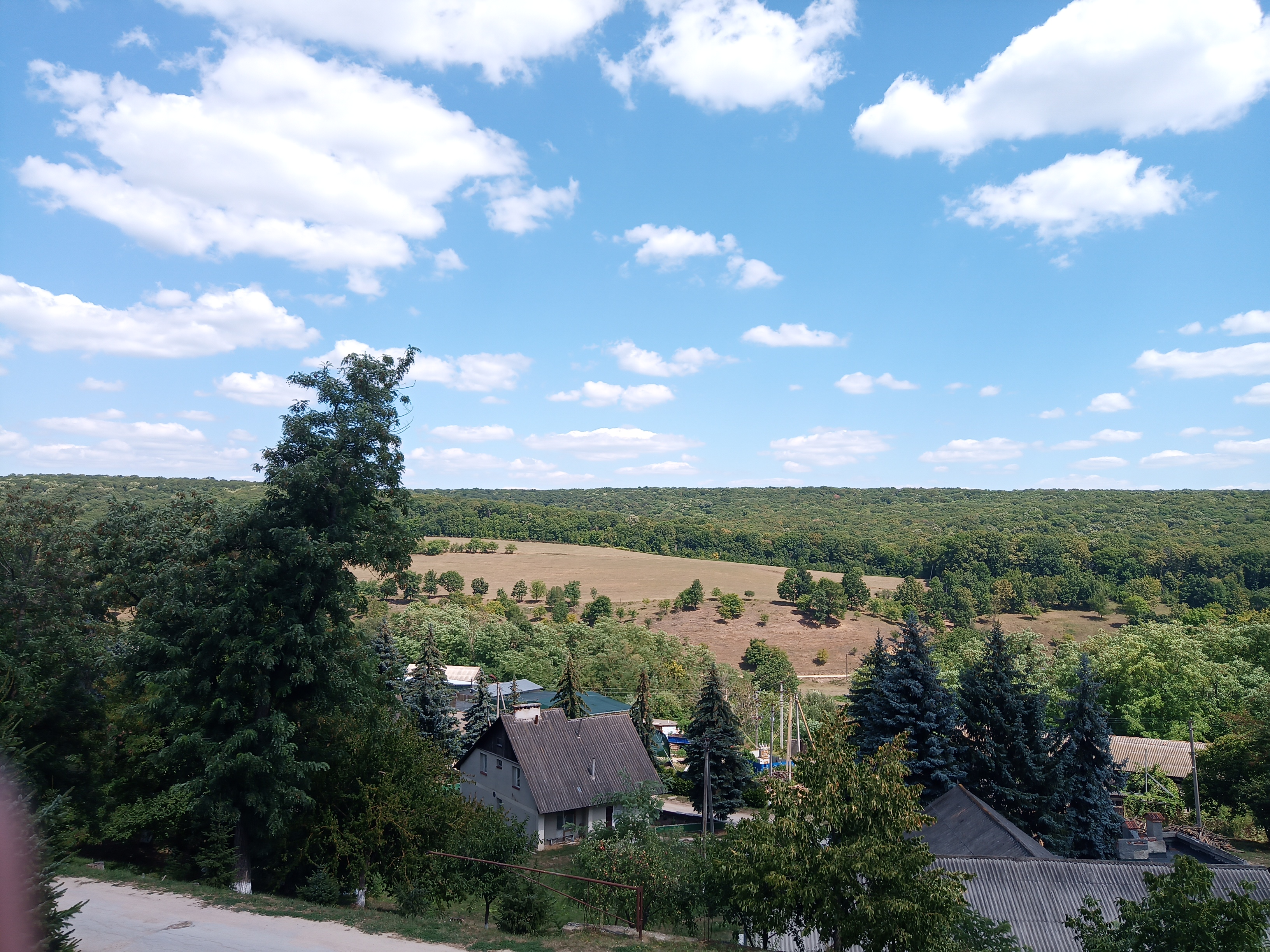
Vedere spre Codru.